# Niebüll (stacja kolejowa)
Niebüll – stacja kolejowa w Niebüll, w kraju związkowym Szlezwik-Holsztyn, w Niemczech. Znajdują się tu 2 perony.